# Prêmio TVyNovelas de 2002
20º Prêmio TVyNovelas

Novela: 

El Manantial
Atriz: 

Adela Noriega
Ator: 

Mauricio Islas
O Prêmio TVyNovelas 2002 foi a 20ª edição do Prêmio TVyNovelas, prêmio entregue pela revista homônima aos melhores artistas e produções da televisão mexicana referente ao ano de 2001. O evento ocorreu no dia 4 de Julho de 2002 na Cidade do México. Foi transmitido pela emissora mexicana Canal de las Estrellas e apresentado por Raúl Velasco, Ernesto Laguardia, Luis de la Corte e Gloria Calzada. 